# Irak a 2008. évi nyári olimpiai játékokon
Irak a kínai Pekingben megrendezett 2008. évi nyári olimpiai játékok egyik részt vevő nemzete volt. Az országot az olimpián 2 sportágban 4 sportoló képviselte, akik érmet nem szereztek.
A Nemzetközi Olimpiai Bizottság 2008. július 24-én kijelentette, hogy az iraki sportolók nem indulhatnak a játékokon, mivel a kormány beleavatkozott a sportszövetségek működésébe. Öt nappal később a két fél megegyezett egymással az indulást illetően, azonban mégsem tudott minden iraki atléta résztvenni, mert az indulási jogot szerzett versenyzők közül többen is lekéstek a nevezési határidőről, ezért nem indulhattak sportágukban az olimpián.

## Atlétika
Férfi

| Versenyző     | Versenyszám   | Selejtező | Selejtező | Döntő    | Döntő    |
| Versenyző     | Versenyszám   | Eredmény  | Helyezés  | Eredmény | Helyezés |
| ------------- | ------------- | --------- | --------- | -------- | -------- |
| Hajdar Nászer | Diszkoszvetés | 54,19 m   | 36.       | kiesett  | kiesett  |

Női

| Versenyző          | Versenyszám | Előfutam | Előfutam | Előfutam | Negyeddöntő | Negyeddöntő | Negyeddöntő | Elődöntő | Elődöntő | Elődöntő | Döntő   | Döntő    |
| Versenyző          | Versenyszám | Idő      | Hely.    | Össz.    | Idő         | Hely.       | Össz.       | Idő      | Hely.    | Össz.    | Idő     | Helyezés |
| ------------------ | ----------- | -------- | -------- | -------- | ----------- | ----------- | ----------- | -------- | -------- | -------- | ------- | -------- |
| Dána Abd er-Razzák | 100 m       | 12,36    | 6.       | 59.      | kiesett     | kiesett     | kiesett     | kiesett  | kiesett  | kiesett  | kiesett | kiesett  |

## Evezés
Férfi

| Versenyző                          | Versenyszám  | Előfutam | Előfutam | Vigaszág | Vigaszág | Elődöntő | Elődöntő | Elődöntő | Döntő | Döntő   | Döntő | Helyezés |
| Versenyző                          | Versenyszám  | Idő      | Hely.    | Idő      | Hely.    | Típus    | Idő      | Hely.    | Típus | Idő     | Hely. | Helyezés |
| ---------------------------------- | ------------ | -------- | -------- | -------- | -------- | -------- | -------- | -------- | ----- | ------- | ----- | -------- |
| Hajdar Nozád Hamza Huszejn Dzsebúr | Kétpárevezős | 7:00,46  | 5.       | 6:52,71  | 5.       |          |          |          | C     | 6:52,02 | 2.    | 13.      |